# 黃釋緒
黃釋緒（1975年11月30日—），台灣女子舉重運動員，原名黃喜莉陸續更名為黃世均和黃沛檥，在2012年倫敦奧運後改為現名。

## 生涯
1986年10月25日，黃釋緒開始投入舉重生涯。黃釋緒曾獲得1997年釜山東亞運動會金牌、2010年廣州亞州運動會第5名。
黃釋緒代表台灣參加2012年夏季奧林匹克運動會69公斤級賽事奪得第7名。在2014年亞洲運動會同級賽事奪得銅牌。
2015年高雄全國運動會黃釋緒因膝蓋嚴重積水無法參賽，宣布退休。